# Očihov
Očihov (deutsch Groß Otschehau) ist eine Gemeinde in Tschechien. Sie liegt fünf Kilometer südöstlich von Podbořany und gehört zum Okres Louny.

## Geographie
Očihov befindet sich in den Ausläufern des Rakonitzer Hügellandes am linken Ufer der Blšanka (Goldbach) zwischen den Einmündungen der Bäche Očihovecký potok und Valovský potok. Im Osten erhebt sich die Hůrka (437 m). Östlich des Dorfes verläuft die Staatsstraße I/27 von Jesenice nach Žatec. Um den Ort ziehen sich zwei Bunkerlinien des Tschechoslowakischen Walls.
Nachbarorte sind Letov und Blšany im Norden, Stachov und Soběchleby im Nordosten, Hradčany und Malá Černoc im Osten, Očihovec im Südosten, Strojetice und Březnice im Süden, Hřebíčkovský Mlýn, Kryry und Vroutek im Südwesten, Valov im Westen sowie Podbořany im Nordwesten.

## Geschichte
Die erste schriftliche Erwähnung von Očihov erfolgte 1289 als Besitz der Vladiken von Přibyslav. In Hradčany befand sich eine Burgstätte, die wahrscheinlich der Sitz dieses im 14. Jahrhundert nach Mähren übersiedelten Geschlechts war. Westlich des Dorfes auf der Flur „na staré vsi“ befand sich eine weitaus ältere Ansiedlung. Im Jahre 1307 erwarben die Slawata das aus den zwei Dörfern Velký Očihov und Malý Očihov bestehende Gut Oczihov und 1330 gehörte es zu den Besitzungen des Prager Bischofs Johann IV. von Dražice. Während der Herrschaft Johann von Luxemburgs kam es in der Gegend zu einem Aufstand des Landadels, der durch den König niedergeschlagen wurde. Dabei wurde auch zahlreiche Dörfer niedergebrannt. Nach den Hussitenkriegen wechselten sich die Herren von Kolowrat, Seeberg, Lobkowicz und Gutstein als Besitzer ab. 1546 wurde das Velký Očihov an die Herrschaft Rothschloß und später an die Herrschaft Petersburg angeschlossen. Im 16. Jahrhundert bestand in Velký Očihov zudem eine Feste, die die Herren von Hrobschitz 1544 kauften. Nach Westen hin entstanden bis Wohlau zahlreiche Fischteiche.
Nach der Schlacht am Weißen Berg wurden 1623 die Güter Christoph von Hrobschitzs konfisziert und an Franz Clary da Riva verkauft. Während des Dreißigjährigen Krieges wurde das Dorf verwüstet und die Feste erlosch. Nachfolgend wurde die verödete Gegend mit Deutschen wiederbesiedelt. In der berní rula von 1654 sind für Očihov 25 Bauernwirtschaften ausgewiesen, von denen vier wüst lagen. In der zweiten Hälfte des 17. Jahrhunderts wurde das Dorf der Stadt Podersam untertänig. 1750 ist in Groß Otschehau die erste Dorfschule nachweisbar. Unterrichtet wurde in deutscher Sprache.
Nach der Aufhebung der Patrimonialherrschaften bildete Groß Otschehau / Očihov ab 1850 eine Gemeinde im Bezirk Podersam. Westlich des Ortes wurde in den Wohlauer Sandsteinbrüchen Sandstein gewonnen. Bei Groß Otschehau befand sich eine Furt durch den Goldbach, der wegen seiner Mäander hier auch als Breiter Bach bezeichnet wurde. 1872 wurde das Dorf von einem Hochwasser des Goldbaches heimgesucht, bei dem acht Menschen ertranken. Danach wurde eine hölzerne Brücke über den Bach errichtet, die bei späteren Hochwassern mehrmals fortgespült wurde. 1877 wurde ein neues Schulgebäude eingeweiht. Im Jahre 1900 hatte die Gemeinde 682 Einwohner. 1921 bestand die Bevölkerung zu 90 % aus Deutschen. In Podersam entstand eine tschechische Minderheitenschule. Die tschechischen Arbeiter der Tonwarenfabrik Hardtmuth G.m.b.H. Budweis-Podersam mussten ihre Kinder jedoch auf Anweisung der Direktion in die deutsche Schule von Groß Otschehau schicken. 1930 hatte Groß Otschehau 748 Einwohner. 
Nach dem Münchner Abkommen wurde der Ort dem Deutschen Reich zugeschlagen und gehörte bis 1945 zum Landkreis Podersam. 1939 lebten in der Gemeinde 659 Menschen. Nach dem Ende des Zweiten Weltkrieges kam Očihov zur Tschechoslowakei zurück und die deutsche Bevölkerung wurde vertrieben. 
Seit 1961 gehört Očihov zum Okres Louny, zugleich wurde Očihovec eingemeindet. Zwischen 1981 und 1990 war Očihov ein Ortsteil von Blšany.
In der Gemeinde befindet sich ein Mineralbrunnenbetrieb, der die Marke Aqua Bohemica abfüllt.

## Gemeindegliederung
Die Gemeinde Očihov besteht aus den Ortsteilen Očihov (Groß Otschehau) und Očihovec (Klein Otschehau), die zugleich auch Katastralbezirke bilden. Zu Očihov gehören außerdem die Ansiedlungen Beraní Dvůr (Hammelhof) und Hradčany.

## Sehenswürdigkeiten
- Kirche des hl. Martin, erbaut nach 1215
- Kapelle in Očihovec
- Bunkeranlagen des Tschechoslowakischen Walls